# 孙奭墓
孙奭墓，是位于中国山东省泰安市东平县老湖镇柳村的宋代古墓葬，1985年入选东平县第一批文物保护单位。
孙奭墓宋代学者孙奭墓葬，直径6米，封土高2米，墓内原有神道碑、石人、石马、石羊等，多数在文革中损毁。